# Winter-Klasse
Die Winter-Klasse war eine Baureihe von universell einsetzbaren Kühlschiffen. Der Schiffstyp wurde in den Jahren 1979 und 1980 von den schwedischen Werften Götaverken in Arendal/Göteborg und Öresundsvarvet in Landskrona für die schwedische Salén-Reederei gebaut.

## Geschichte
Die Salén-Reederei betrieb in den 1960er und 1970er Jahren eine große Flotte von Kühlschiffen und beauftragte die Werft in Göteborg und Landskrona mit der Entwicklung und dem Bau einer Serie von sechs schnellen und vielseitig einsetzbaren Kühlschiffen. Der Name Winter-Klasse leitete sich vom Begriff „Winter“, mit dem alle Schiffsnamen begannen, her. Die ersten beiden Schiffe waren die im Februar 1979 in Dienst gestellten Winter Water und Winter Moon. Im Januar des Jahres 1980 wurde die Serie mit der Winter Sea vollendet.

## Die Schiffe
| Die Kühlschiffe der Winter-Klasse | Die Kühlschiffe der Winter-Klasse | Die Kühlschiffe der Winter-Klasse | Die Kühlschiffe der Winter-Klasse | Die Kühlschiffe der Winter-Klasse                                                                               |
| Name                              | Bauwerft/ Baunummer               | Ablieferung                       | IMO-Nummer                        | Umbenennungen und Verbleib                                                                                      |
| --------------------------------- | --------------------------------- | --------------------------------- | --------------------------------- | --- |
| Winter Water                      | Öresundsvarvet/266                | 22. Februar 1979                  | 7707891                           | 1984 Zenit Water, 1987 Winter Water, 2000 Cadiz Carrier, ab 16. Oktober 2009 in Alang verschrottet              |
| Winter Moon                       | Götaverken/913                    | Februar 1979                      | 7707906                           | 1985 Zenit Moon, 1987 Winter Moon, 1999 Alcazar Carrier, ab 17. September 2009 in Alang verschrottet            |
| Winter Star                       | Götaverken/915                    | März 1979                         | 7707889                           | 1985 Zenit Star, 1987 Winter Star, 1999 Alicante Carrier, ab 9. April 2009 in Gadani verschrottet               |
| Winter Wave                       | Öresundsvarvet/267                | 14. März 1979                     | 7707920                           | 1985 Zenit Wave, 1987 Winter Wave, 2000 Malaga Carrier, 2007 Baltic Carrier, ab Juni 2011 in Alang verschrottet |
| Winter Sun                        | Götaverken/916                    | Dezember 1979                     | 7707918                           | 1985 Zenit Sun, 2000 Algeciras Carrier, 2007 Baltic Carrier, ab 17. Juni 2011 in Alang verschrottet             |
| Winter Sea                        | Götaverken/914                    | Januar 1980                       | 7707877                           | 1985 Zenit Sea, 1987 Winter Sea, 1999 Segovia Carrier, ab 3. Juni 2009 in Gadani verschrottet                   |